# Donald Stokes
Donald Gresham Stokes, Baron Stokes (* 22. März 1914; † 21. Juli 2008) war ein britischer Industrieller.

## Karriere
Stokes begann seine Karriere 1930 als Auszubildender bei Leyland Motors und (mit Unterbrechung für den Militärdienst von 1939 bis 1945) absolvierte eine erfolgreiche Karriere bei diesem Unternehmen, bis zu seiner Ernennung zum Vorsitzenden und Managing Direktor der British Leyland Motor Corporation Ltd (BL) 1968, einer herausfordernden Rolle in der öffentlichen Meinung der damaligen Zeit.
1977 wurde Michael Edwardes zum „Chief Executive“ ernannt, aber Stokes blieb bis 1979. 1969 wurde er als Baron Stokes, of Leyland in the County Palatine of Lancaster, zum Life Peer erhoben. Als er starb, war er zweitältestes Mitglied des House of Lords. Dort war er Crossbencher.